# 勃艮第的阿德萊德
意大利的阿德萊德（德語：Adelheid；931-999年12月16日），也被稱為勃艮第的阿德萊德，與奧托大帝結婚，是神聖羅馬帝國的皇后；她於962年2月2日在羅馬被教皇約翰十二世加冕。她是第一位指定為執政官的皇后，表示與丈夫分享權力的“皇室共同承擔者”。在地位和政治影響力方面，她是未來配偶的典範。她是神聖羅馬帝國的攝政王，在991-995年間担任孫子奥托三世的監護人。